# Forças de Operações Especiais do Exército de Libertação Popular
As forças de operações especiais do Exército de Libertação Popular são unidades de forças especiais que conduzem ações diretas e reconhecimento, inclusive em áreas de retaguarda inimigas, para preparar o avanço de forças amigas; elas também realizam operações antiterrorismo, embora essa missão seja formalmente atribuída à Polícia Armada Popular. As forças especiais do EPL não controlam, mas podem apoiar, operações de guerra psicológica. 
Cada comando de teatro controla suas próprias unidades forças especiais. As unidades dependem de apoio externo para conduzir missões.  A maioria das forças especiais terrestres são organizadas como unidades de infantaria leve convencionais.  Em 2022, muitas unidades foram recentemente convertidas de forças convencionais e provavelmente tinham capacidades mais próximas das tropas de choque do que das forças especiais. 
Em 2022, as forças especiais chinesas consistiam em 15 brigadas da Força Terrestre (FTELP), uma brigada do Corpo de Fuzileiros Navais, uma brigada do Corpo Aerotransportado e o Regimento de Reconhecimento da Força de Foguetes (FFELP). 

## História
As primeiras unidades especiais do exército foram criadas na década de 1990.  Em 2022, as Forças de Operações Especiais chinesas foram expandidas através da conversão de forças convencionais.  Em 26 de dezembro de 2008, Forças especiais da Marinha foram desdobradas na primeira patrulha naval antipirataria chinesa ao largo da Somália. 

## Organização

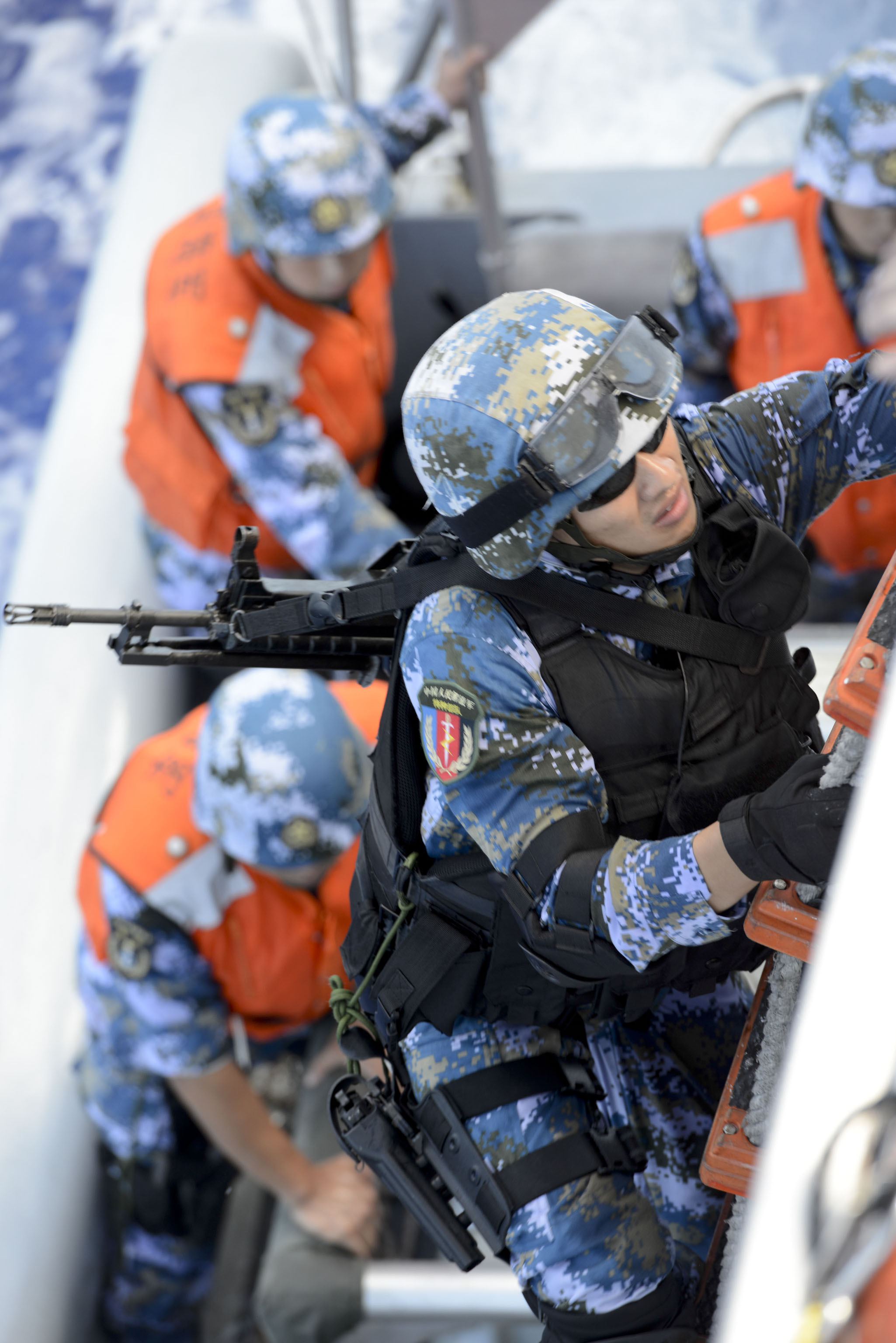
Forças especiais de fuzileiros navais em 2016.

A força especial chinesa é dividida em brigadas de 2.000 a 3.000 pessoas ou regimentos de 1.000 a 2.000 pessoas.  As brigadas são organizadas internamente como as brigadas convencionais do exército com a hierarquia "brigada-batalhão-companhia-equipe",   que delegam menos autoridade aos comandantes de equipe. É utilizado o estilo de comando convencional “centralizado”, em vez da orientação por tarefas.  A China não tem um comando nacional para as forças especiais, tal como o SOCOM dos EUA. Os comandos do teatro controlam suas próprias unidades especiais, e cada grupo de exército contém uma brigada especial. As unidades têm missões discretas dependendo de sua localização e força.
Cada uma das brigadas de operações especiais tem um codinome semiformal, bem como um número, que geralmente é idêntico ao do grupo de exército ao qual estão subordinadas. Os distritos militares especiais de Xinjiang e Tibete também têm suas próprias brigadas. A Marinha, a Força Aérea e a Força de Foguetes mobilizam suas próprias unidades.

### Ordem de batalha
- Comando do Teatro Oriental
  - 71ª Brigada de Forças Especiais "Tubarões" (海鲨)[10]
  - 72ª Brigada de Forças Especiais "Trovões" (霹雳)[11]
  - 73ª Brigada de Forças Especiais "Dragões Voadores do Mar Oriental" (东海飞龙)[12]
- Comando do Teatro Sul:
  - 74ª Brigada de Forças Especiais "Espadas Afiadas do Reino do Sul" (南国利剑)[13]
  - 75ª Brigada de Forças Especiais "Tigres da Selva" (丛林猛虎)[14][15]
- Comando do Teatro Ocidental:
  - 76ª Brigada de Forças Especiais "Snowy Maples"Bordos nevados (雪枫)[a][16][17]
  - 77ª Brigada de Forças Especiais "Chitas do Sudeste" (西南猎豹)[18]
- Comando do Teatro do Norte 
  - 78ª Brigada de Forças Especiais "Lobos da Neve" (雪狼)[19][20]
  - 79ª Brigada de Forças Especiais "Tigres de Amur" (东北虎)[21]
  - 80ª Brigada de Forças Especiais "Águias do Monte Tai" (泰山雄鹰)[22]
- Comando do Teatro Central 
  - 81ª Brigada de Forças Especiais "Chitas" (獵豹)[23]
  - 82ª Brigada de Forças Especiais "Flechas Assobiadoras" (响箭)[24]
  - 83ª Brigada de Forças Especiais "Tigres das Planícies Centrais" (中原猛虎）
- Distrito Militar de Xinjiang
  - 84ª Brigada de Forças Especiais "Lâminas Afiadas de Cunlum" (昆仑利刃)[25]
- Tibet Military District
  - 85ª Brigada de Forças Especiais "Leopardos da Neve do Planalto" (高原雪豹)[26]
- Marinha
  - 7ª Brigada de Fuzileiros Navais "Dragões da Inundação" (蛟龙)[b][27]
- Força Aéra
  - Brigada Aerotransportada das Forças Especiais "Deuses do Trovão"（雷神)[28]
- Força de Foguetes
  - Regimento de Forças Especiais "Lâmina Afiada" (利刃)[29][30]

## Capacidade
As forças especiais recebem prioridade de pessoal de qualidade  e novos equipamentos.  Todas as unidades são paraquedistas e capazes de assalto aéreo.  As forças especiais têm uma infraestrutura orgânica dedicada de suporte limitada,  dependendo da logística do teatro  e de recursos externos para levar a cabo as suas missões. O Corpo Paraquedista fornece a todas as unidades especiais inserção tática, extração e reabastecimento.  As operações das forças especiais na retaguarda inimiga são restringidas pela capacidade limitada das forças convencionais de apoiá-las. As forças especiais e as brigadas convencionais sofrem de problemas semelhantes com o comando e controle, incluindo as comunicações dentro das brigadas especiais e entre as unidades especiais e as unidades convencionais. 
De acordo com Chen e Wuthnow, em 2022, a estrutura de comando e a missão da maioria das brigadas especiais do EPL assemelhavam-se mais aos Rangers do Exército dos Estados Unidos do que à Força Delta. 
O treinamento interserviços das forças especiais é raro, sendo o mais comum o das forças especiais do exército com aeronaves da força aérea. 

## Prêmios
- Antropóide 2009: o grupo especial da Região Militar de Jinan conquistou oito primeiros lugares e seis segundos lugares em 13 eventos. [33]
- Coruja Dourada 2015: a força especial da força aérea "Deuses do Trovão" conquistou o primeiro lugar. [34] [35]
- Jogos Internacionais do Exército de 2015: a a força especial "Deuses do Trovão" venceu a competição "Pelotão Aerotransportado". [36]